# Meredith
Meredith (pronuncia /ˈmɛrɪdɪθ/ o /mɛˈrɛdɪθ/) è un nome proprio di persona gallese e inglese maschile e femminile.

## Varianti
- Gallese maschile: Maredudd[1][2][3], Meredudd[3], Meredydd[1]
  - Ipocoristici: Bedo[2]
- Inglese femminile: Meridith[1], Merideth[1], Meredyth[2], Merith[2]

## Origine e diffusione
Deriva da Maredudd, un nome gallese maschile, attestato più anticamente in varie forme tra cui Margetud o Morgetiud. La sua etimologia non è del tutto certa; il primo elemento potrebbe essere il gallese mawredd ("grandiosità", "magnificenza", da una radice celtica *mfro-, "grande"), il gallese môr ("mare") o il celtico *mrogi ("confine"), mentre il secondo potrebbe essere il gallese iudd o idudd ("signore"), il gallese differaf ("io proteggo") oppure il celtico *katu ("battaglia").
Le forme gallesi del nome sono ben documentate in epoca medievale, e Meredith, che è una variante anglicizzata, è attestata dal XV secolo, anche nelle Marche gallesi e nella West Country; dal XVII secolo il suo uso rappresenta principalmente una ripresa del cognome derivato dal nome stesso. Mentre in Galles il nome è ancora esclusivamente maschile, nei paesi anglofoni è invece più frequentemente femminile, un uso registrato in maniera significativa dalla metà degli anni Venti, e dovuto forse all'influsso di altri nomi femminili terminanti in -ith, come Edith.

## Onomastico
Il nome è adespota, non essendo portato da alcun santo; l'onomastico si può festeggiare il 1º novembre, in occasione di Ognissanti.

## Persone

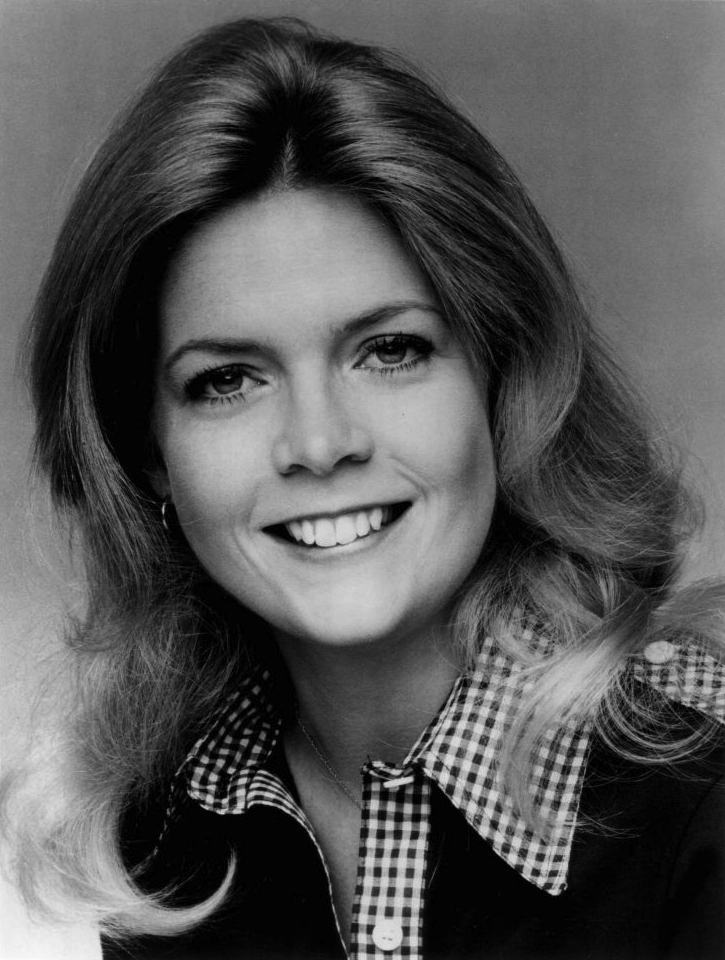
Meredith Baxter

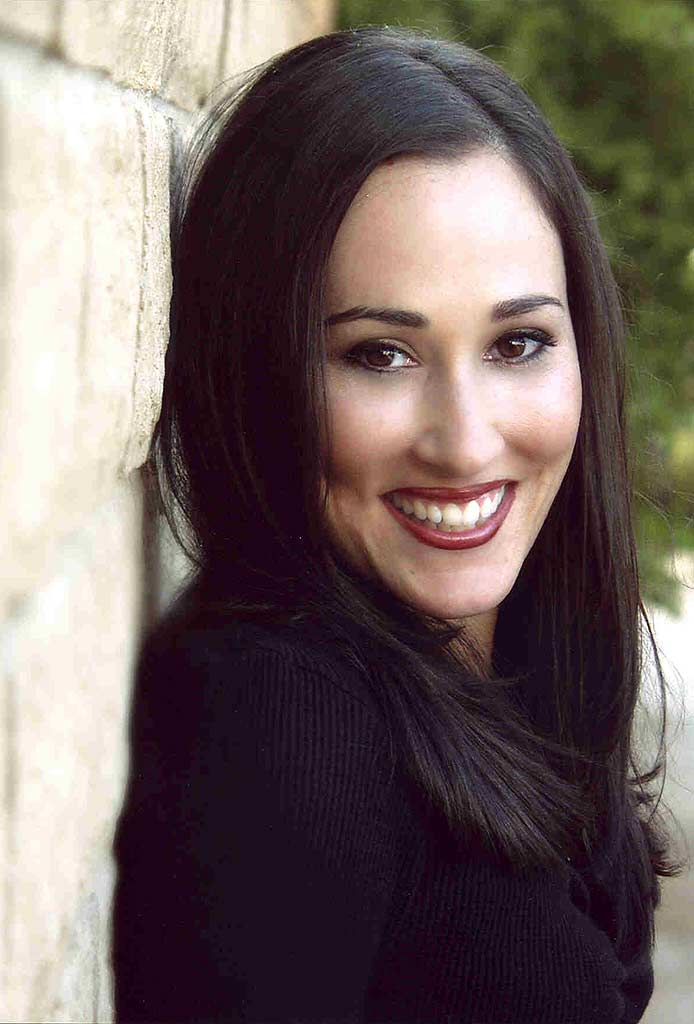
Meredith Eaton

### Femminile
- Meredith Baxter, attrice e produttrice televisiva statunitense
- Meredith Braun, attrice e cantante neozelandese
- Meredith Brooks, cantautrice, chitarrista e produttrice discografica statunitense
- Meredith Eaton, attrice e avvocata statunitense
- Meredith Hagner, attrice statunitense
- Meredith Kercher, ragazza britannica vittima di omicidio
- Meredith Kopit Levien, manager statunitense
- Meredith Michaels-Beerbaum, cavallerizza statunitense naturalizzata tedesca
- Meredith Monk, compositrice, cantante, regista, coreografa e ballerina statunitense
- Meredith Monroe, attrice statunitense
- Meredith Ostrom, attrice, modella e pittrice statunitense
- Meredith Salenger, attrice e doppiatrice statunitense
- Meredith Stiehm, sceneggiatrice e produttrice televisiva statunitense
- Meredith Vieira, giornalista e conduttrice televisiva statunitense

### Variante femminile Merideth
- Merideth Boswell, scenografa statunitense

### Maschile

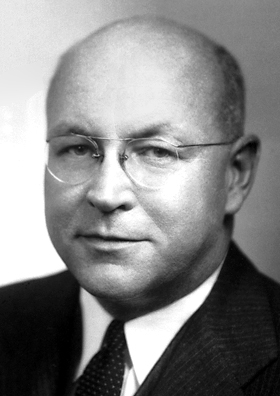
Wendell Meredith Stanley

- Meredith Colket, atleta statunitense
- Meredith Hunter, ragazzo statunitense vittima di omicidio
- Wendell Meredith Stanley, biochimico e virologo statunitense
- Meredith Willson, compositore, direttore d'orchestra e librettista statunitense

### Variante maschile Maredudd
- Maredudd ab Owain, sovrano del Regno di Gwynedd
- Maredudd ab Owain ab Edwin, principe del Deheubarth
- Maredudd ap Bleddyn, principe del Powys
- Maredudd ap Gruffydd, principe del Deheubarth

## Il nome nelle arti
- Meredith è un personaggio del romanzo Rivelazioni, scritto da Michael Crichton.
- Meredith è un personaggio del film del 1998 Scherzi del cuore diretto da Willard Carrol.
- Meredith Blake è un personaggio del romanzo Il ritratto di Elsa Greer, di Agatha Christie.
- Meredith Blake è anche un personaggio del film del 1998 Genitori in trappola, diretto da Nancy Meyers.
- Meredith Gordon è un personaggio della serie televisiva Heroes.
- Meredith Grey è un personaggio della serie televisiva Grey's Anatomy.
- Meredith Mainwaring è un personaggio del film del 2002 Bara con vista, diretto da Nick Hurran.
- Meredith Rodney McKay è un personaggio dell'universo immaginario di Stargate.
- Meredith Morton è un personaggio del film del 2005 La neve nel cuore, diretto da Thomas Bezucha.
- Meredith Parker è un personaggio della serie televisiva Melrose Place
- Meredith Payne è un personaggio della serie televisiva Foreign Exchange.
- Meredith Potter è un personaggio del film del 1995 Un'avventura terribilmente complicata diretto da Mike Newell.
- Meredith Reade è un personaggio della serie televisiva Sentieri.
- Meredith Stannard è un personaggio del videogioco Dragon Age II.
- Meredith Sulez è un personaggio della serie di libri Il diario del vampiro, scritto da Lisa J. Smith.